# Rhantus papuanus
Rhantus papuanus är en skalbaggsart som beskrevs av J. Balfour-browne 1939. Rhantus papuanus ingår i släktet Rhantus och familjen dykare. IUCN kategoriserar arten globalt som utdöd. Inga underarter finns listade i Catalogue of Life.